# Tetehosi Afia
Tetehosi Afia is een bestuurslaag in het regentschap Gunungsitoli van de provincie Noord-Sumatra, Indonesië. Tetehosi Afia telt 2112 inwoners (volkstelling 2010).